# Pièce commémorative de 1 dollar américain des femmes au service militaire des États-Unis
La pièce commémorative de 1 dollar américain des femmes au service militaire des États-Unis est une pièce non circulante émise en 1994 et frappée par la Monnaie des États-Unis. Elle est autorisée par la loi 103-186, du 14 décembre 1993, qui crée une pièce commémorative en hommage aux femmes faisant partie des Forces armées des États-Unis.
Ce dollar s'inscrit dans une série de trois pièces du Programme des Vétérans de 1994, aux côtés de deux autres dédiées aux vétérans de la guerre du Vietnam et aux prisonniers de guerre américains.

## Contexte
Le Mémorial des femmes au service militaire de l'Amérique (en), également connu sous le nom de Mémorial des femmes militaires, est un mémorial établi par le gouvernement fédéral des États-Unis qui rend hommage aux femmes ayant servi dans les forces armées américaines. Le mémorial est situé à l'extrémité ouest de Memorial Avenue, à l'entrée du cimetière national d'Arlington dans le comté d'Arlington, en Virginie.
La structure abritant le mémorial est initialement connue sous le nom d'Hémicycle et est construite en 1932 pour être une entrée cérémonielle du cimetière. Elle ne remplit cependant jamais cette fonction et est en mauvais état en 1986. Le Congrès approuve le mémorial en 1985, et l'Hémicycle est choisi comme site pour le mémorial en 1988. Un concours de design ouvert est remporté par les architectes de New York, Marion Weiss et Michael Manfredi (en). Leur design original est divulgué au public, provoquant une controverse significative. Deux années de collecte de fonds et de révision du design suivent. Un design préliminaire révisé est approuvé en juillet 1992, et le design final en mars 1995. Les travaux commencent pour le mémorial en juin 1995, et la structure est inaugurée le 18 octobre 1997.

## Législation

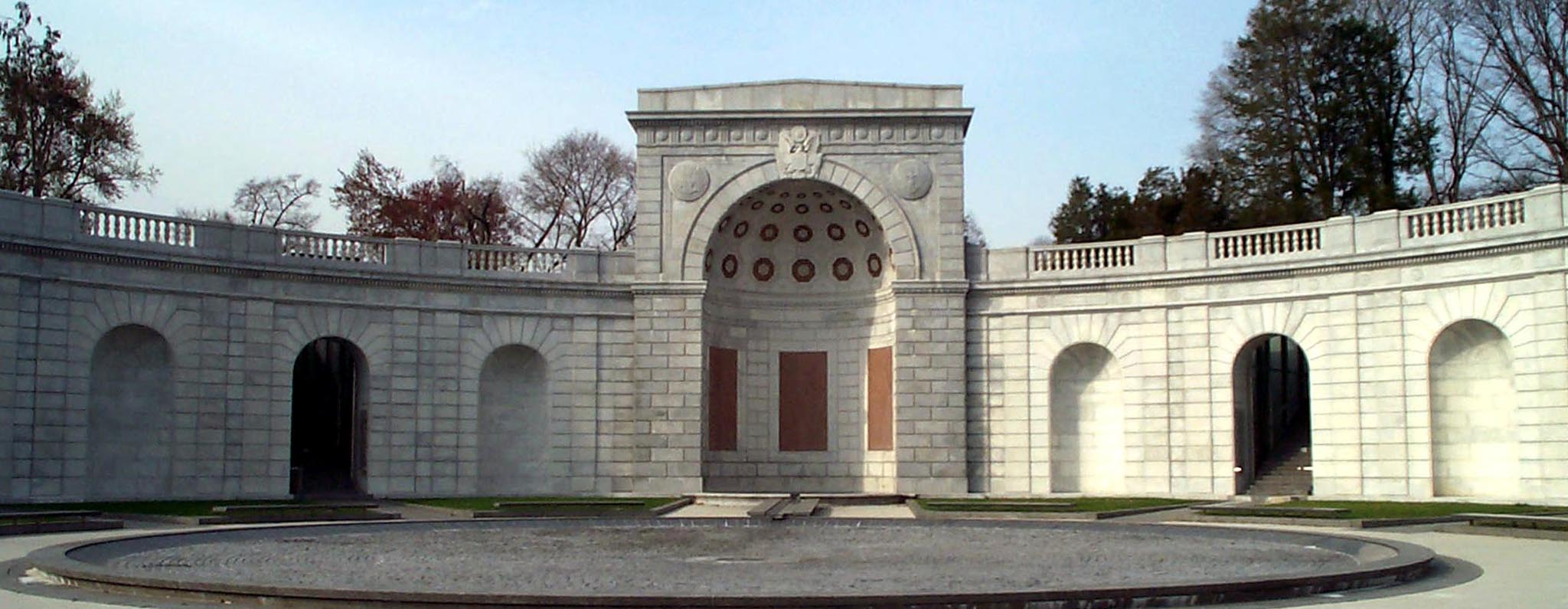
Le mémorial des femmes au service militaire à Arlington.

La loi publique 103-186 demande que le secrétaire du Trésor frappe des pièces en commémoration du 250e anniversaire de la naissance de Thomas Jefferson, des Américains qui ont été prisonniers de guerre, du Vietnam Veterans Memorial à l'occasion du 10e anniversaire du mémorial, et du Women in Military Service for America Memorial. Elle est proposée le 22 novembre 1993, adopté par le Sénat le 24 novembre et signée par le président Bill Clinton le 14 décembre 1993.

## Dessin
L'avers de cette pièce, conçu par T. James Ferrell. Sur l'avers, on retrouve l'image de cinq femmes de profil représentant les cinq branches des forces armées des États-Unis : l'Armée de terre, les Marines, la Marine, la Force aérienne et la Garde côtière.
Au revers, concu par Thomas D. Rogers, figure le dessin qui est approuvé pour la construction du monument dédié aux femmes militaires américaines à Arlington, en Virginie,.

## Production et vente
La loi qui autorise ce dollar prévoit la frappe d'un tirage maximal de 600 000 exemplaires. À la Monnaie de West Point, avec le différent « W », la version brillant universel est produite, et à la Monnaie de Philadelphie, avec le différent « P », la version avec une finition belle épreuve est réalisée. Au total, 311 136 exemplaires sont frappés, dont 69 860 à West Point et 241 278 à Philadelphie, disponibles à l'achat à partir du 29 juillet 1994,.
Les recettes générées par la commercialisation de cette pièce commémorative sont affectées à la Women in Military Service for America Memorial Foundation, dans le but de lever des fonds pour ériger un monument en hommage aux femmes dans le service militaire des États-Unis.